# Зоран Јовановић (активиста)
Зоран Јовановић (Алексинац, 30. август 1949) српски је друштвени активиста и борац за људска права из швајцарског Золотурна. Носилац је златне Медаље за заслуге Републике Србије.

## Биографија
Зоран Јовановић је рођен у Алексинцу. У Приштини је студирао српскохрватски језик и југословенску књижевност, али није дипломирао због неповољне политичке ситуације на Косову и Метохији. Образовање је наставио у Нишу, у којем је завршио Вишу школу за образовање радника „Станко Пауновић” и стекао звање економисте у комерцијали. У Швајцарској, у коју је најпре отишао на зимовање код пријатеља, живи од 1980-их година.
Сматрајући се социјалистом, агилно је радио и ради на побољшању положаја радника, нарочито оних коју су се доселили из других земаља. Истовремено ради на пољу промоције позитивне слике о својој отаџбини и одржавања и ојачавања постојећих и успостављању нових веза између Србије и њеног расејања. Медији дијаспоре назвали су га „народним дипломатом”, а министар иностраних послова Савезне Републике Југославије (1998–2000) Живадин Јовановић „тихим дипломатом високог ранга”.
Дугогодишњи је члан швајцарског Синдиката „Унија” из Берна. Такође, потпредседник је Покрета слободних синдиката Србије, члан Управног одбора Матице исељеника и Срба у региону и један од координатора Радија „Младост” из Арауа и Литерарног круга Швајцарске „Златно перо” из Цириха. Члан је „Фонда дијаспора за матицу”, „Београдског форума за свет равноправних” (удружења које је члан Светског савета за мир), Удружења „Милева Марић Ајнштајн” из Новог Сада и Удружења српских жена „Др Драга Љочић” из Цуга.
Зоран Јовановић пише и поезију, коју објављује Литерарни круг Швајцарске „Златно перо” у едицији „Надахнућа”.
Указом председника Републике Србије од 14. фебруара 2024. године, Зоран Јовановић је одликован златном Медаљом за заслуге и постигнуте резултате на унапређењу положаја српске заједнице у Швајцарској Конфедерацији.
Увршћен је у „Енциклопедију националне дијаспоре”, коју уређује Иван Калаузовић Иванус.
Живи и ради у Золотурну.

## Одабрана дела
- Замрзнути тренуци – поезија, двојезично: на српском и италијанском (Центар за културу „Врачар”, Београд, 2024) – коаутори: Рада Рајић Ристић и Татјана Павловић

## Одабране награде и признања
- Повеља захвалности Српског културног удружења „Глас Срба” због показаних резултата на обнови и неговању српске културе, вере и нације (Беч, 1997)
- Захвалница Амбасаде Савезне Републике Југославије у Швајцарској за пружену новчану помоћ (Берн, 1999)
- Повеља Матице исељеника и Срба у региону за 2016. годину (Београд, 2017)[9]
- Златна значка Културно просветне заједнице Србије за несебичан, предан и дугорајан рад и стваралачки допринос у ширењу културе (Београд, 2017)[10]
- Видовданска повеља Матице исељеника и Срба у региону за укупан допринос очувања и унапређења веза Републике Србије и наших људи у иностранству (Београд, 2018)
- Златна Медаља за заслуге Републике Србије (Београд, 2024)[7]